# Camiel Dekuysscher
Camiel Dekuysscher (förnamnet även skrivet Kamiel, Camille eller Camile och efternamnet ibland särskrivet De Kuysscher), född den 27 augusti 1916 i Saint-Denis, död den 8 april 1988 i Gent var en belgisk tävlingscyklist som var professionell från 1935 till 1951. Hans största framgångar kom på bana, där han vann fem sexdagarslopp och blev silvermedaljör vid Europamästerskapen i madison 1949 i par med Achiel Bruneel.

## Meriter
| 1935/1936 Vinnare av Antwerpens sexdagars (feb.) med Roger Deneef 1936/1937 Vinnare av Gents sexdagars (dec.) med Albert Billiet 2:a i Köpenhamns sexdagars (nov./dec.) med Albert Billiet 1938/1939 Vinnare av Buenos Aires sexdagars (jan.) med Remigio Saavedra 3:a i Paris sexdagars (mar.) med Dirk Groenewegen 1946/1947 3:a i Gents sexdagars (mar./apr.) med Albert Sercu 1947/1948 Vinnare av Gents sexdagars (feb./mar.) med Achiel Bruneel 3:a i Bryssels sexdagars (nov.) med Fernand Spelte 1948/1949 2:a i Bryssels sexdagars (nov.) med Achiel Bruneel 1949/1950 3:a i New Yorks sexdagars (okt./nov.) med Fernand Spelte 1950/1951 Vinnare av Münchens sexdagars (nov.) med Odiel Van Den Meerschaut | 1948/1949 2:a i madison med Achiel Bruneel 1935 3:a i Prix Hourlier-Comès med Gustaaf Degreef 1936 Vinnare av Prix Dupré-Lapize med Jean Aerts 1947 Vinnare av Prix Hourlier-Comès med Fernand Spelte |